# 아베노역
아베노역(일본어: 阿倍野駅, あべのえき)은 일본 오사카부 오사카시 아베노구에 있는 오사카 시영 지하철과 한카이 전기 궤도의 역・정류장이다.

## 이용 가능 철도 노선
- 오사카 시 교통국
  -  다니마치 선
- 한카이 전기 궤도
  - ■ 우에마치 선

## 역 구조

### 오사카시 고속 전기궤도
섬식 승강장 1면 2선의 지하역이다.
| 1 | 다니마치 선 | 히라노 · 야오미나미 방면                         |
| 2 | 다니마치 선 | 덴노지 · 덴마바시 · 히가시우메다 · 다이니치 방면 |

### 한카이 전기 철도
| 상행 | ■ 우에마치 선 | 덴노지 역앞 방면                                                 |
| 하행 | ■ 우에마치 선 | 스미요시 · 아비코미치 · 하마쿠지 역앞 방면 한카이 선과 직결 운행 |

## 역 주변
- 아베노구청
- 아베노 우체국
- 일본우정
- 아베노 소방서
- 간사이 전력 아베노 변전소
- 긴키오사카 은행 아베노 지점

## 역사
- 1910년 10월 1일: 난카이 철도(현, 난카이 전기 궤도) 우에마치 선 운행 개시.
- 1914년 4월 26일: 난카이 철도 히라노 선 영업 개시, 분기역이 됨.
- 1944년 6월 1일: 간사이 급행 철도의 회사 합병, 긴키 닛폰 철도 역이 됨.
- 1980년 11월 27일: 난카이 전기 철도 히라노 선 폐지, 우에마치 선의 역이 됨.
- 1980년 11월 27일: 다니마치 선 덴노지 ~ 야오미나미 연장으로 영업 개시.
- 1980년 12월 1일: 우에마치 선 아베노 역이 노선 양도에 의해 한카이 전기 궤도 역이 됨.

## 인접역
| 한카이 전기 궤도 우에마치 선      | 한카이 전기 궤도 우에마치 선 | 한카이 전기 궤도 우에마치 선   |
| --------------------------------- | ---------------------------- | ------------------------------ |
| HN01 덴노지 역앞 덴노지 역앞 방면 | ■ 우에마치 선                | 마쓰무시 HN03 스미요시 방면    |
| ■ 오사카 메트로 다니마치선        |                              |                                |
| T27 덴노지 다이니치 방면          |                              | 후미노사토 T29 야오미나미 방면 |